# Новые Донцы
Новые Донцы — поселок Сенгилеевского района в составе Елаурского сельского поселения. 

## География
Находится на расстоянии примерно 24 километра по прямой на юго-запад от районного центра города Сенгилей.

## История
В 1907 г князь Урусов-третий (село Бекетовка) продаёт своё имение и угодья предпринимателю Миллеру. Он, через год, продаёт все 1555 десятин Ефиму Исаевичу Чернявскому, а он, через полгода, закладывает поместье в Украинский поземельный банк. У поземельною банка эту землю и постройки частями скупают 15 семей украинских переселенцев. Так в километре от села, на месте бывшей барской усадьбы, образовался хутор Урусовский, позднее названный Новыми Донцами.
Весной 1930 года села: Бекетовка, Весёлый Ключ, Новые Донцы и Утяшкино (Утяжкино), образовали колхоз «Большевик».
В 1935 году колхоз «Большевик» был разукрупнён на 6 колхозов: им. Ворошилова,  им. Молотова и «Большевик» — в Бекетовке, им. Будённого — в Новых Донцах, «Чапаева» — в пос. Весёлый Ключ и «Рассвет» — в пос. Утяшкино. В 1956 году шесть колхозов снова были объединены в один, который назвали «Рассвет».

## Население
Население составляло 6 человека в 2002 году (русские 100%), 3 по переписи 2010 года.